# Liste der Bürgermeister von Thorn
Die Liste der Bürgermeister enthält die Bürgermeister und Präsidenten der Stadt Thorn, polnisch Toruń, im heutigen nördlichen Polen.

## Bürgermeister

### Deutschordensstaat 1309–1454
Im Mittelalter gab es jeweils vier Bürgermeister, von denen jedes Jahr ein Präsident gewählt wurde. Aufgeführt sind nur die vorsitzenden Bürgermeister
- Hermann von der Linde († 1427)
- Johann Huxer, 1435 erwähnt

### Königreich Polen 1454–1772
Es gab ebenfalls vier Bürgermeister mit einem Präsidenten, der jedes Jahr neu bestimmt wurde.
- Nicolaus (Niclas) V. von der Linde, 1540–1545
- Lucas Krüger III., 1545–1551
- Johann Stroband II., 1551–1553
- Jacob Ludwig Dietz, 1553–1554
- Bernhard Pullmann, 1554–1560
- Matthies Grätsch III., 1560–1565
- Michael Krüger IV., 1565–1566
- Nicolaus (Niclas) VI. von der Linde, 1566–1574
- Lucas Schachmann, 1575–1578
- Heinrich Stroband, 1587–1609

- Georg Zimmermann, 1664, 1667 erwähnt
- George Schmied von Schmiedebach, 1679–1697[1]
- Jakob Heinrich Zernecke, 1698–1703
- Johann Gottfried Rösner, 1703–1724, enthauptet

### Königreich Preußen 1793–1806
Es gab einen Oberbürgermeister und einen Bürgermeister (bis etwa 1802), dann nur noch einen leitenden Bürgermeister
- Friedrich Christian Lederer, 1793–1795
- Johann Christian Schmidt, 1795–um 1802 (?)
- Johann Theodor Elsner, um 1802 (?)–1803, interimistisch
- Christian Friedrich Kannenberg, 1803–(1806?)

### Herzogtum Warschau 1806–1815
Dem Magistrat stand ein Stadtpräsident vor, seit 1808 als Munizipalpräsident bezeichnet
- Gabriel Oppermann, 1807
- Wilhelm Theodor Diestel, 1807
- Carl Gotthelf Praetorius, 1807–1808
- Heinrich Wilhelm Stettner, 1809–1816

### Königreich Preußen 1815–1918
- Heinrich Wilhelm Stettner, 1815–1816
- Gottlieb Mellien, 1817–1830
- Friedrich Ferdinand Huhn, 1830, provisorisch
- Gottlob Julius Schnell, 1830, provisorisch
- Voss, 1831–1832, provisorisch
- Karl Popławski, 1832–1842
- Theodor Edward Körner, 1842–1871
- Carl Bollmann, 1872–1876
- Adolf Wisselinck, 1877–1888
- Georg Bender, 1888–1891
- Paul Kohli, 1891–1899
- Georg Kersten, 1900–1910
- Arnold Hasse, 1911–1920, Zweiter Bürgermeister

### Zweite Polnische Republik 1920–1939
- Bolesław Wolszlegier, 1919–1920, kommissarisch
- Otto Steinborn, 1920–1921, kommissarisch
- Bronisław Dietl, 1921–1922
- Stefan Michałek, 1922–1924
- Antoni Bolt, 1924–1936
- Leon Raszeja, 1936–1939

### Deutsches Reich 1939–1944
- Franz Jakob, 1939–1945

### Volksrepublik Polen 1945–1989
- Władysław Dobrowolski, 1945–1949
- Piotr Jaźwiecki, 1949, kommissarisch
- Teodor Błachowiak
- Adam Lewandowski
- Tadeusz Konarski, 1954–1959 und 1963–1974 Vorsitzender des Stadtrats
- Marian Rissmann, 1975–1978
- Gracjan Leczyk, 1978–1982
- Roman Bester, 1982–1989

### Republik Polen seit 1989
- Stanisław Kowalski, 1989–1990
- Jerzy Wieczorek, 1990–1996
- Zdzisław Bociek, 1996–1998
- Wojciech Grochowski, 1998–2002
- Michał Zaleski, seit 2002